# Notre-Dame-St-Junien (Lusignan)

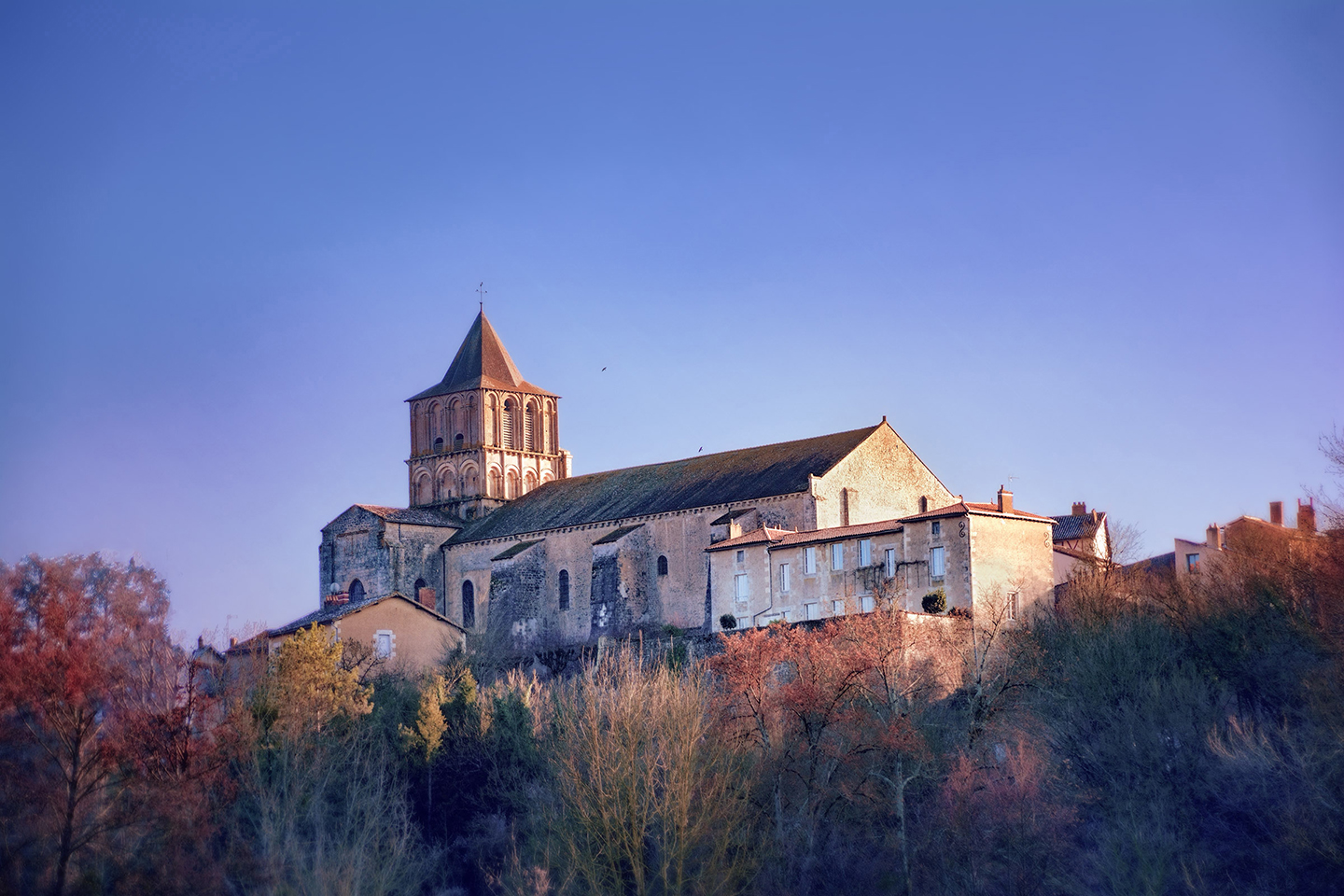
Pfarrkirche Notre-Dame-Saint-Junien

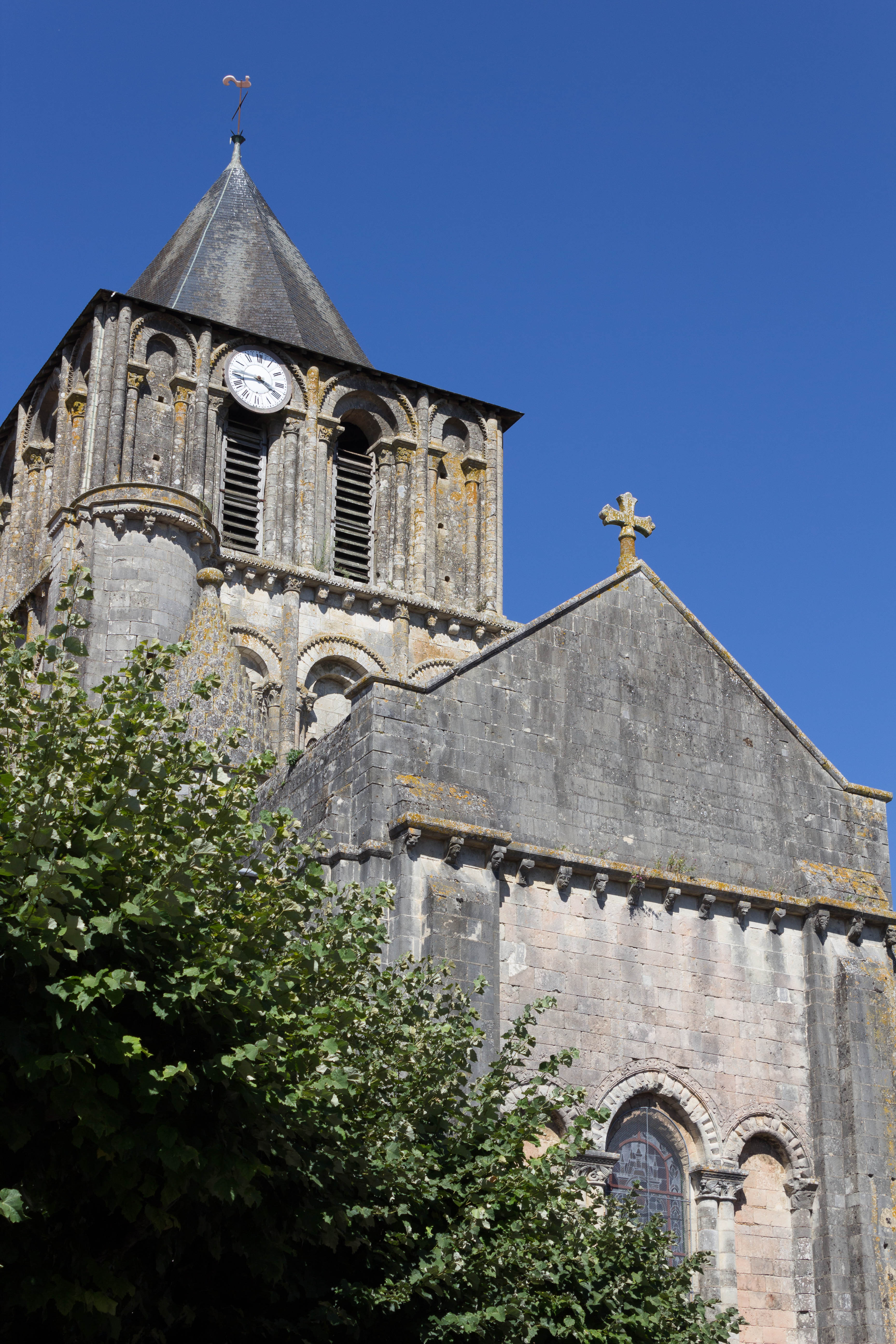
Glockenturm

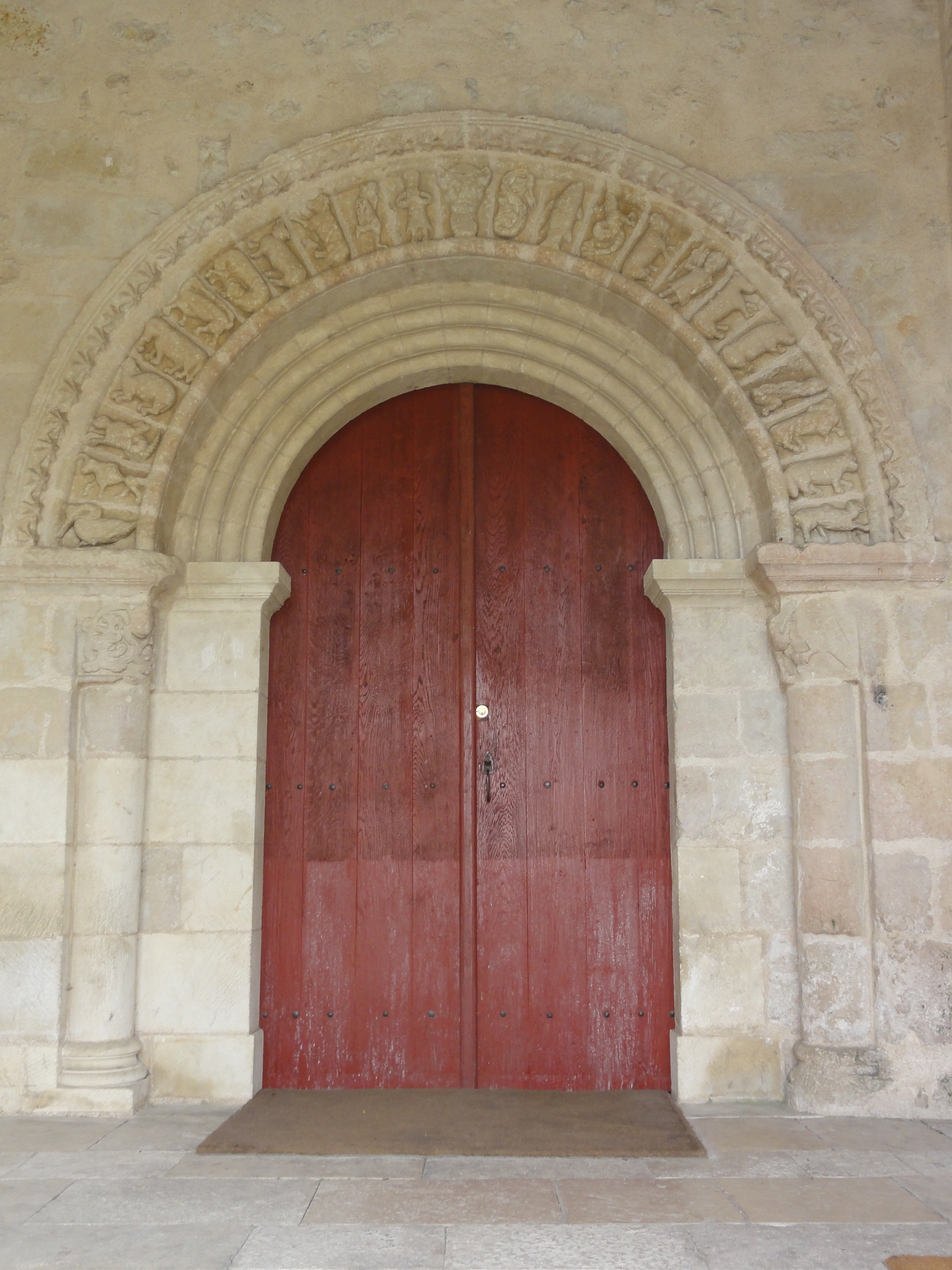
Nordportal

Die katholische Pfarrkirche Notre-Dame-St-Junien  in Lusignan, einer Gemeinde im Département Vienne in der französischen Region Nouvelle-Aquitaine, wurde im 11. Jahrhundert im Stil der Romanik errichtet. Seit dem 12. Jahrhundert ist sie eine der westfranzösischen Hallenkirchen mit Tonnengewölben. Die ehemalige Prioratskirche ist eine Station an einem Jakobsweg, der Via Turonensis. Sie ist der Himmelfahrt Mariens und dem heiligen Junien geweiht. Im 19. Jahrhundert wurde unter dem Chor eine Krypta aus der Bauzeit wieder freigelegt. Im Jahr 1862 wurde die Kirche als Monument historique in die Liste der Baudenkmäler in Frankreich aufgenommen.

## Geschichte
Im Jahr 1024 oder 1025 gründete Hugo IV., einer der mächtigen Herren aus dem Haus Lusignan, in der Nähe seiner Burg ein Kloster, für das er die Kirche Notre-Dame errichten ließ. Er unterstellte das Kloster der Abtei Saint-Junien in Nouaillé-Maupertuis, wodurch die Kirche ihr zweites Patrozinium erhielt. Aus der ersten Bauphase stammen vermutlich das Langhaus und das nördliche Querschiff. Apsis, Wahrscheinlich in der zweiten Hälfte des 12. Jahrhunderts wurden der Chor, Vierung und das südliche Querhaus samt südlicher Kapelle erneuert, außerdem das Langhaus eingewölbt, das zu diesem Zweck seine heutigen 16 Pfeiler erhielt. Im Hundertjährigen Krieg, während der Belagerung der Stadt durch Bertrand du Guesclin in den Jahren 1373/74, wurde die Kirche schwer beschädigt. Der Glockenturm stürzte teilweise ein und vermutlich auch die Gewölbe der fünf westlichen Joche des Langhauses. Der Turm wurde sofort wieder aufgebaut, die eingestürzten Gewölbe wurden Ende des 15. Jahrhunderts durch Kreuzrippengewölbe ersetzt. Um die gleiche Zeit entstand auch der Portalvorbau an der Südseite.

## Architektur

### Außenbau
Über der Vierung erhebt sich der wuchtige, von rundbogigen Klangarkaden und Blendbögen durchbrochene Glockenturm. Unter dem Dachansatz des Langhauses, der Apsiden und am Turm verlaufen Gesimse, die auf phantasievoll skulptierten Konsolen aufliegen.
Das romanische Nordportal, durch das die Mönche die Kirche betraten, stammt aus dem 12. Jahrhundert. Es wird von Archivolten und 23 Wölbsteinen umgeben, auf denen menschliche Figuren und Tiere dargestellt sind.
Eines der drei Fenster der Hauptapsis und das Südfenster des Querhauses sind schon leicht spitzbogig, Zeichen der im Poitou schon in der Mitte des 12. Jahrhunderts beginnenden Gotik.
Das Südportal ist im spätgotischen Flamboyant-Stil geschaffen.

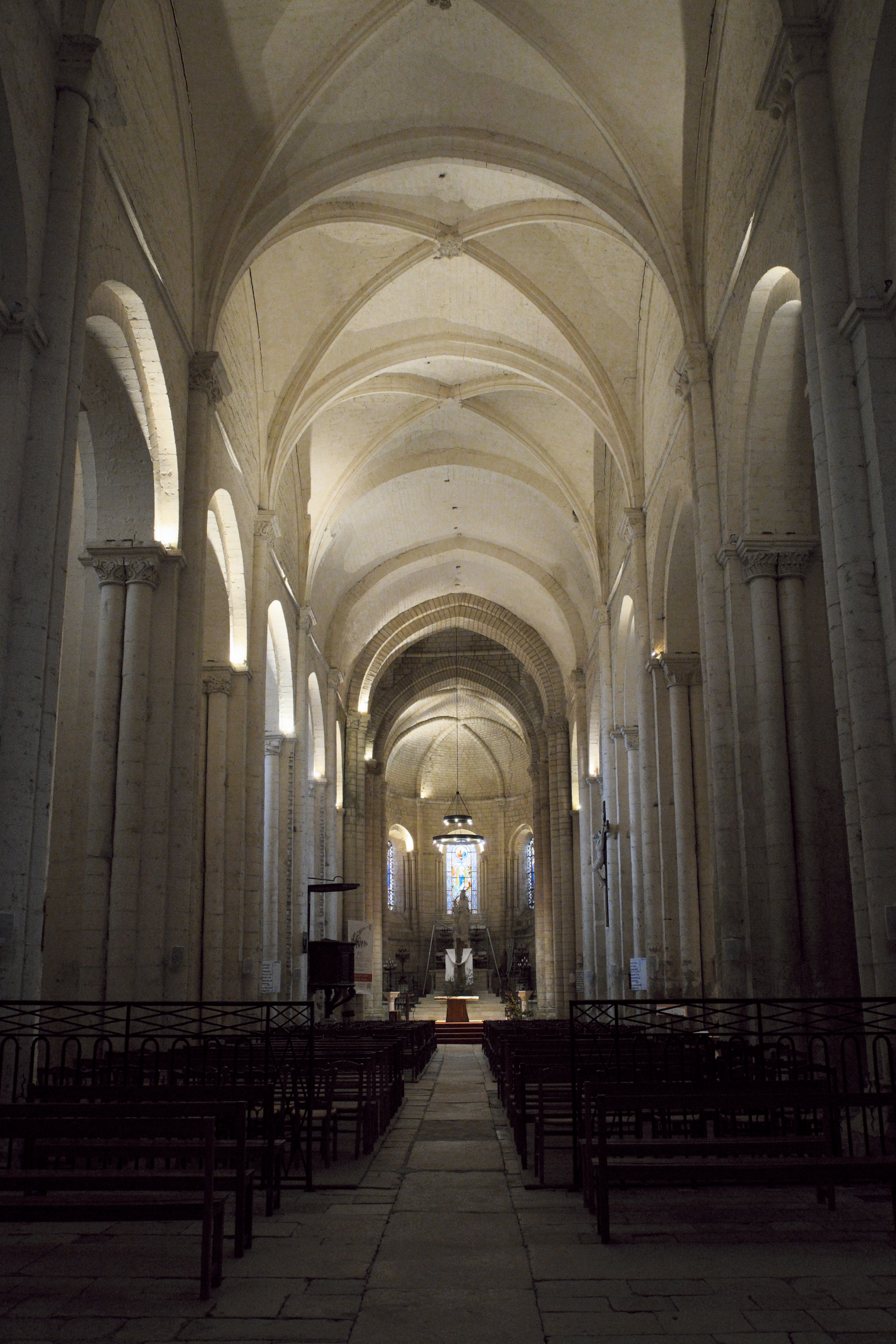
Innenraum

### Innenraum
Das dreischiffige Langhaus ist in sieben Joche gegliedert. Das Kreuzrippengewölbe der ersten fünf Joche stammt aus der Zeit um 1500, worauf auch die Wappen auf den Schlusssteinen verweisen. Die letzten beiden Joche wurden im 19. Jahrhundert erneuert. Das Querhaus ist deutlich ausgebildet, beide Arme besitzen an ihrer Ostseite halbrunde Kapellen. Die Vierung wird von einer achtseitigen, auf Trompen aufliegenden Kuppel überspannt, die von Säulenbündeln mit figürlichen Kapitellen getragen wird. Der nördliche Querschiffarm wird von einem rundbogigen Tonnengewölbe gedeckt, vermutlich dem ältesten Gewölbe des Kirchenraums. Das südliche Querschiff hat eine Spitztonne, ebenso die Seitenschiffe und der nördliche Teil des Mittelschiffs. Der Chor liegt erhöht über einer Krypta. Sein Gewölbe weist schon Rippen auf, Ausdruck der beginnenden Gotik. Allerdings wurde das Chorgewölbe im 19. Jahrhundert durch eine Replik ersetzt; während ein sehr ähnliches in der Kirche St-Jean-Baptiste im nahen Jazeneuil erhalten ist.

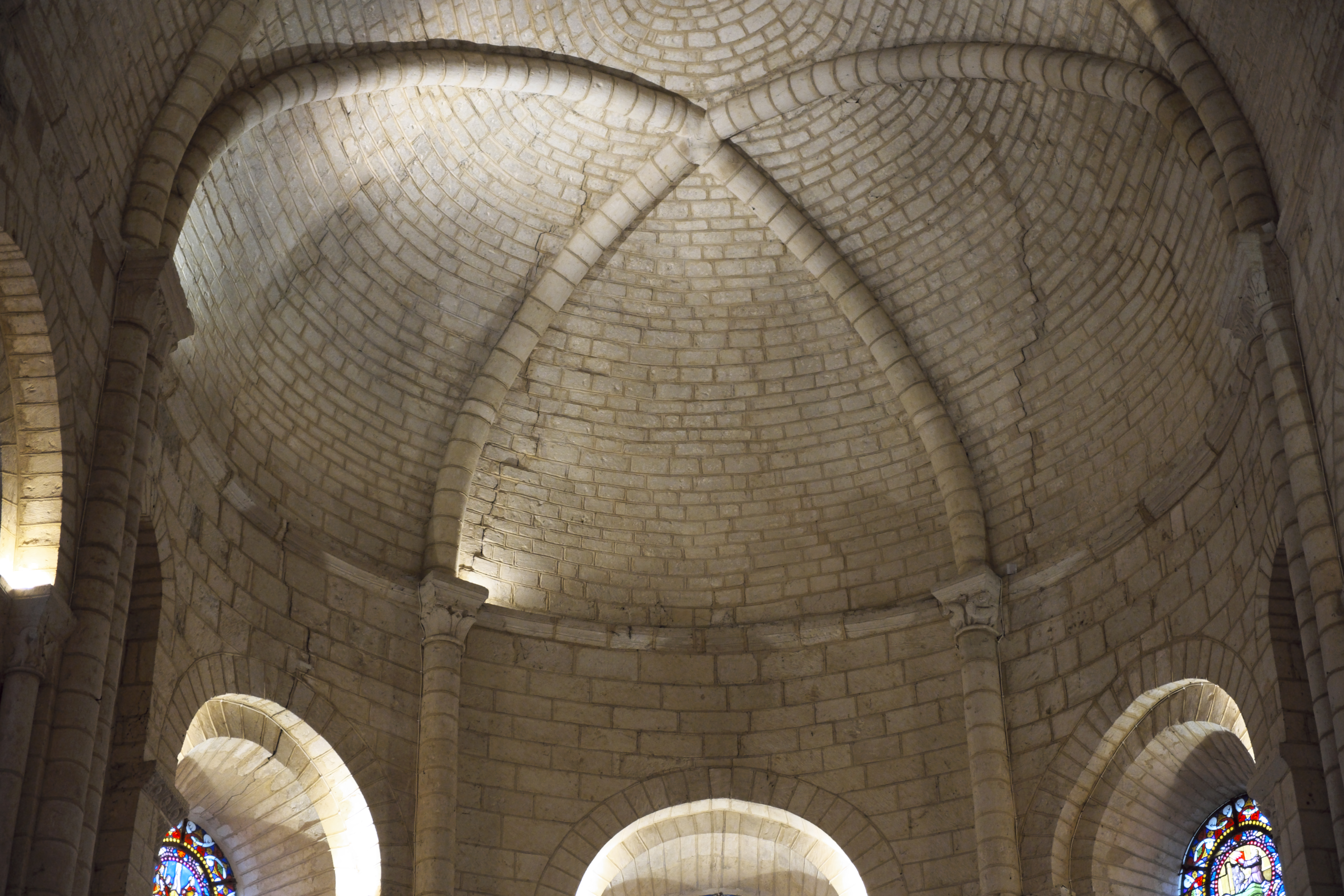
Gewölbe der Apsis
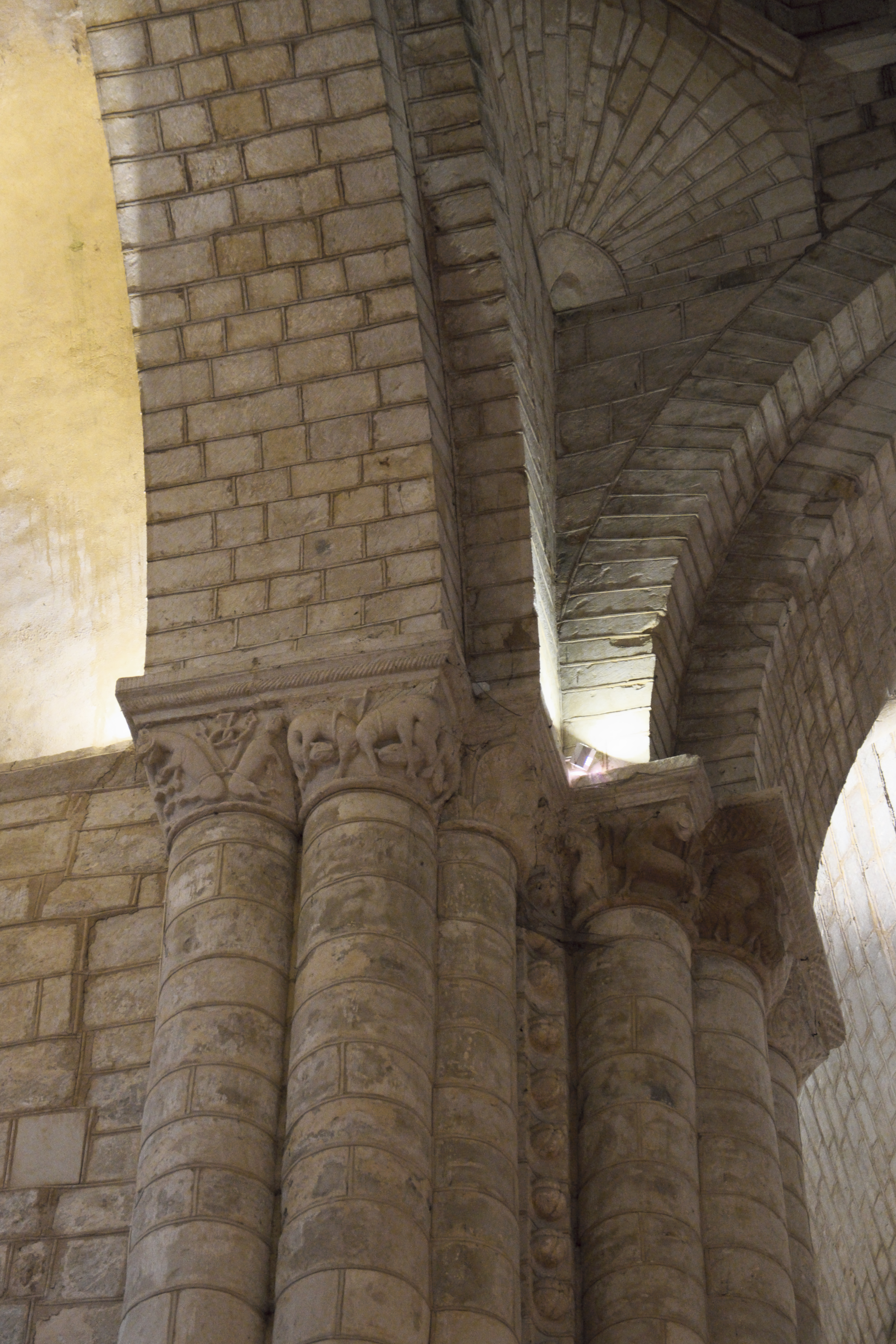
Trompe und Säulenbündel unter der Vierung
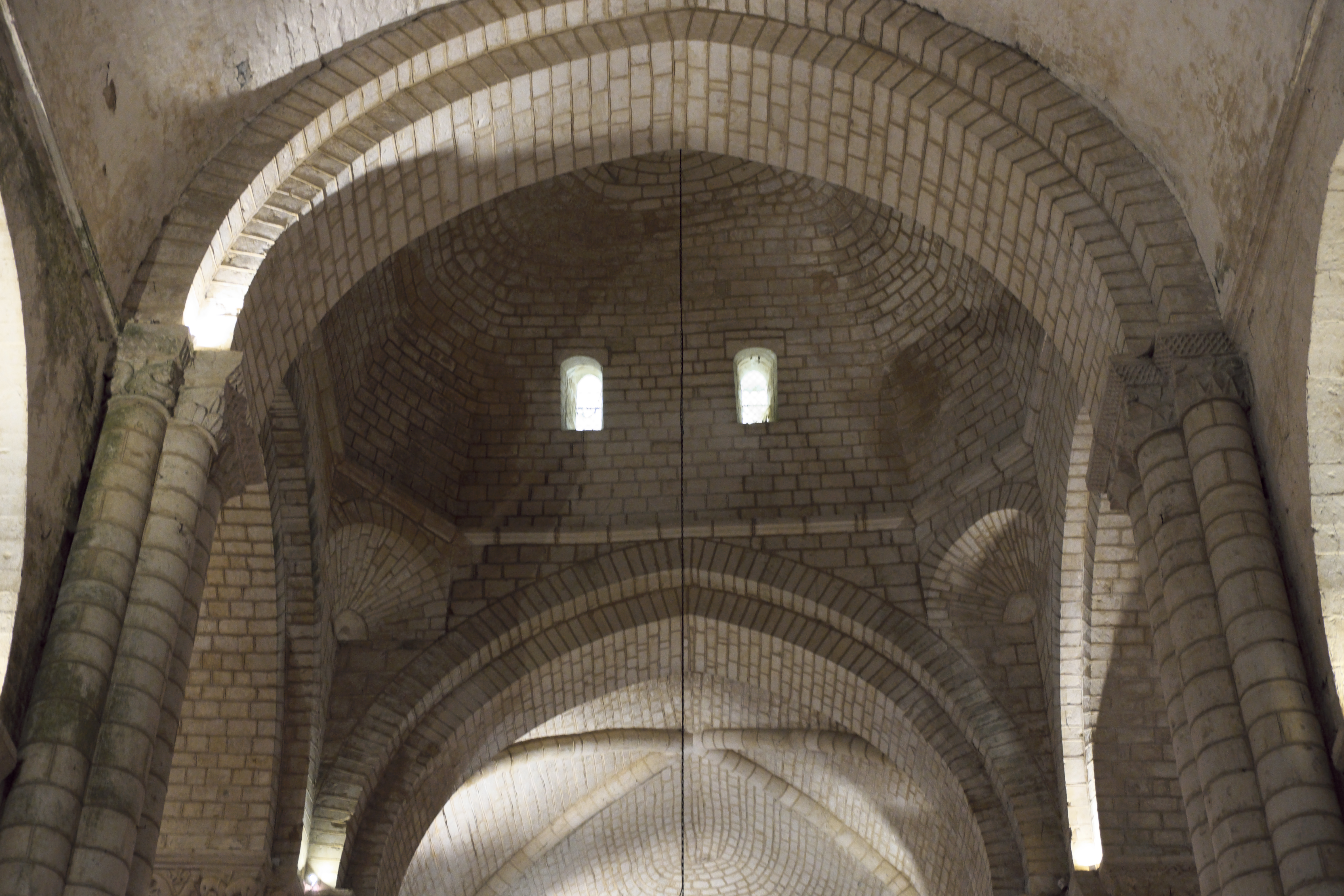
Vierungskuppel

### Krypta
Die Krypta, die in das 12. Jahrhundert datiert wird, wurde nach 1846 wieder freigelegt. Sie besteht aus drei Schiffen und ist mit einem Kreuzgratgewölbe gedeckt, das auf Säulen, teilweise auf Doppelsäulen, aufliegt. Die Kapitelle sind mit Eckvoluten verziert. Sieben Fensteröffnungen beleuchten die Krypta.

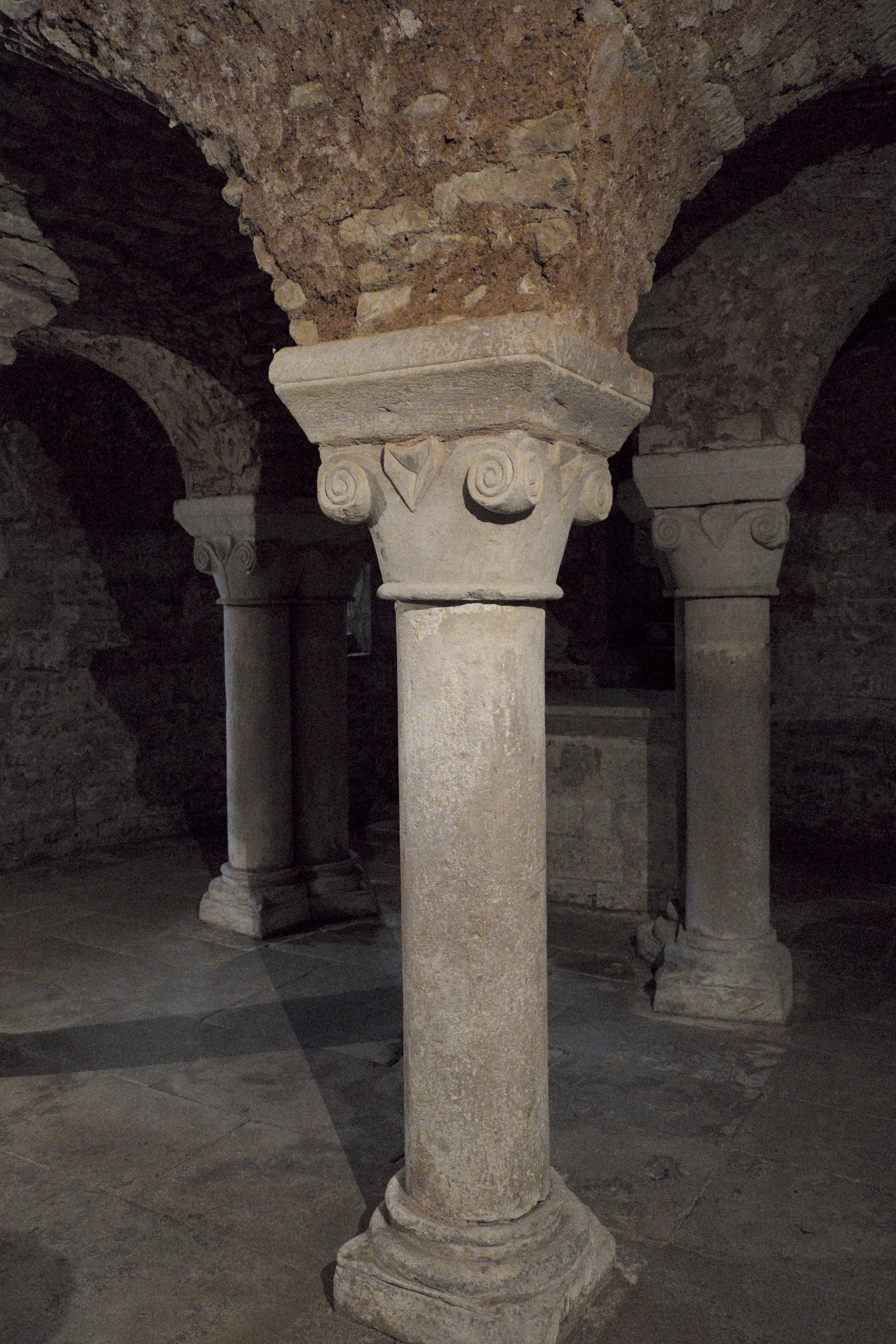
Krypta
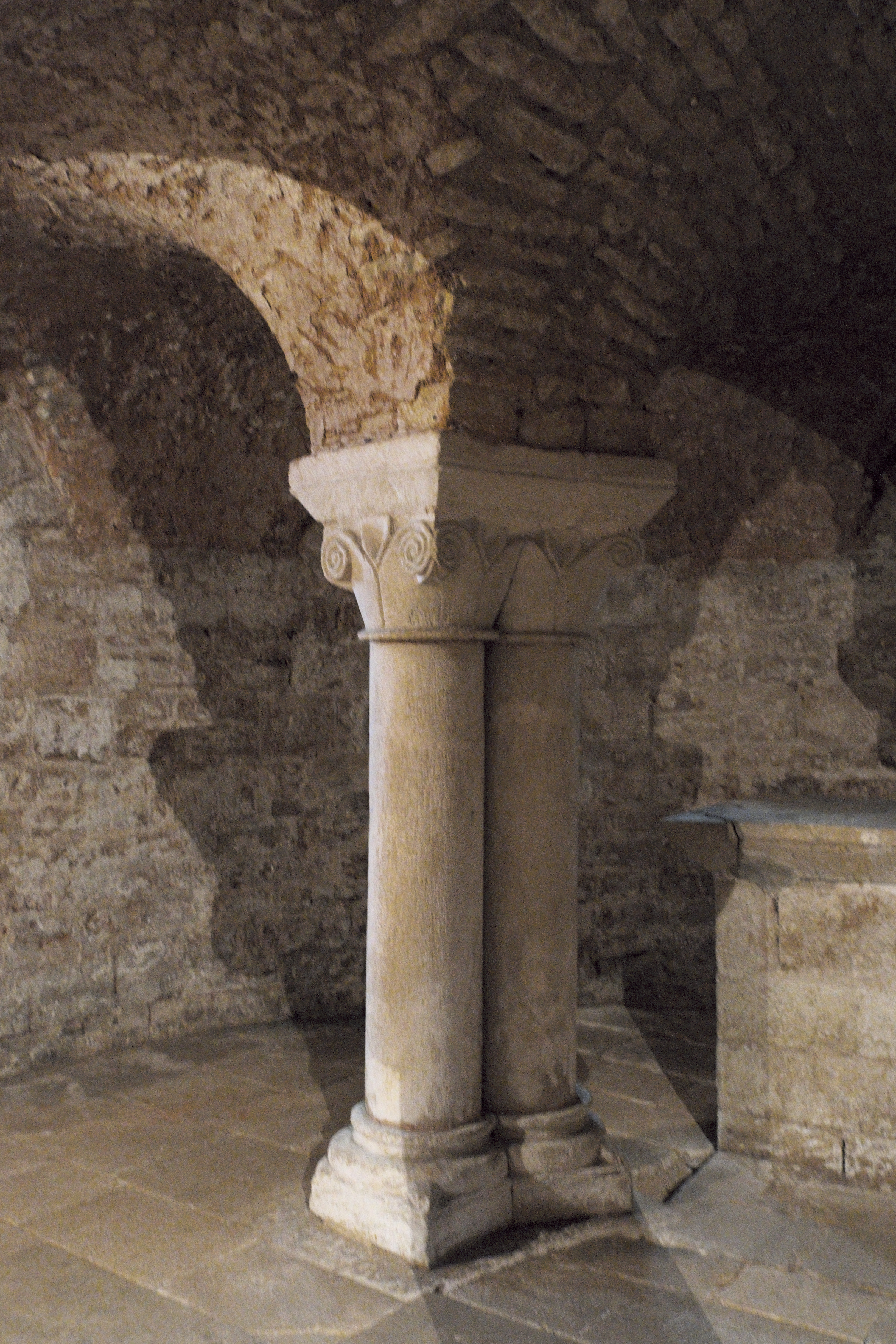
Doppelsäule
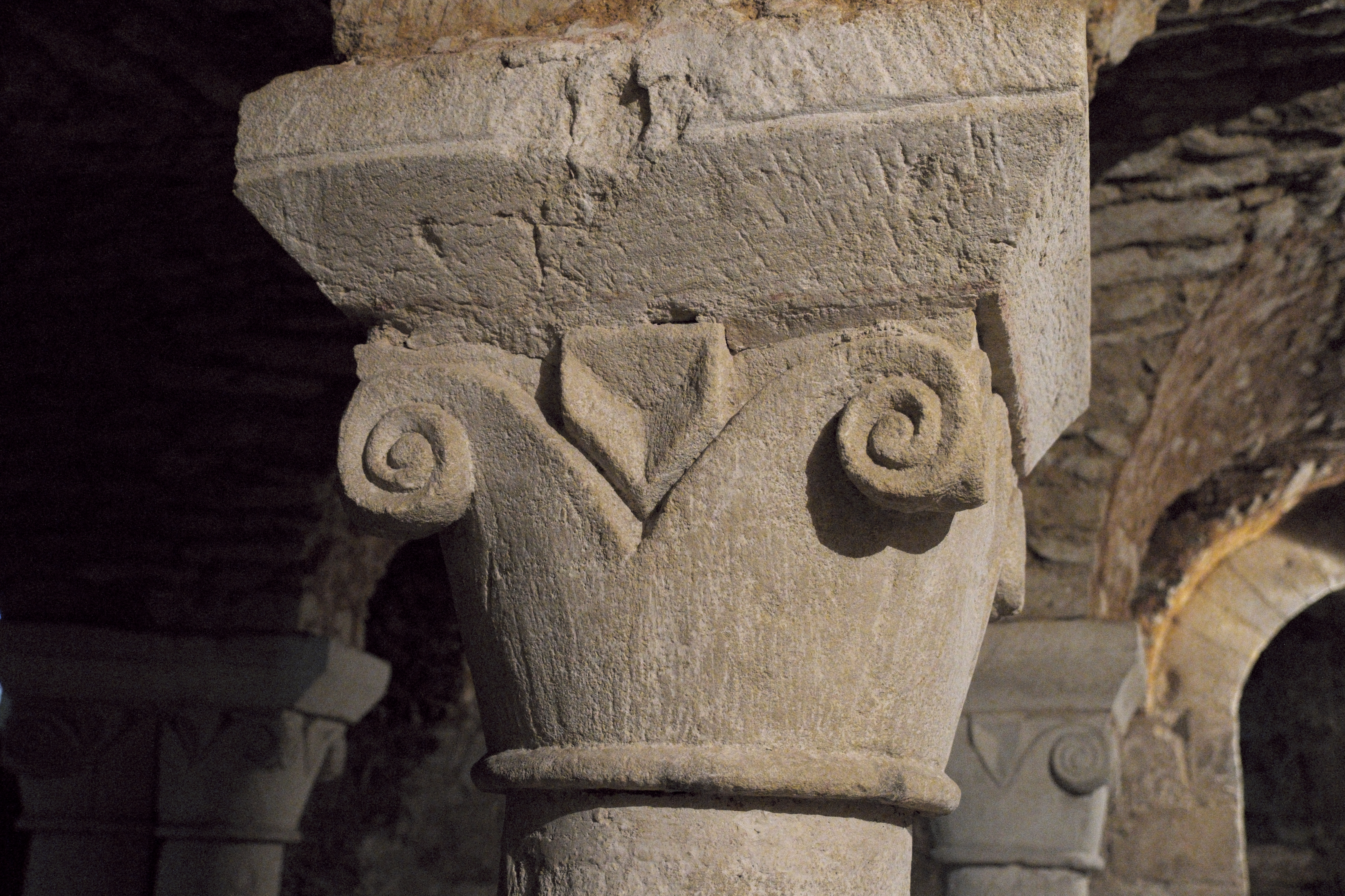
Kapitell

## Bleiglasfenster
Die Bleiglasfenster wurden zwischen 1862 und 1893 in den Glasmalereiwerkstätten von Eugène Denis in Nantes und Guérithault in Poitiers geschaffen. Im Chor sind die Himmelfahrt Mariens, der Apostel Petrus und der heilige Martin dargestellt. Auf weiteren Fenstern sieht man die heilige Elisabeth von Thüringen, den heiligen Antonius von Padua, den heiligen Alfons von Liguori, die heilige Radegundis, die Unterweisung Mariens und die Stigmatisation des heiligen Franz von Assisi.

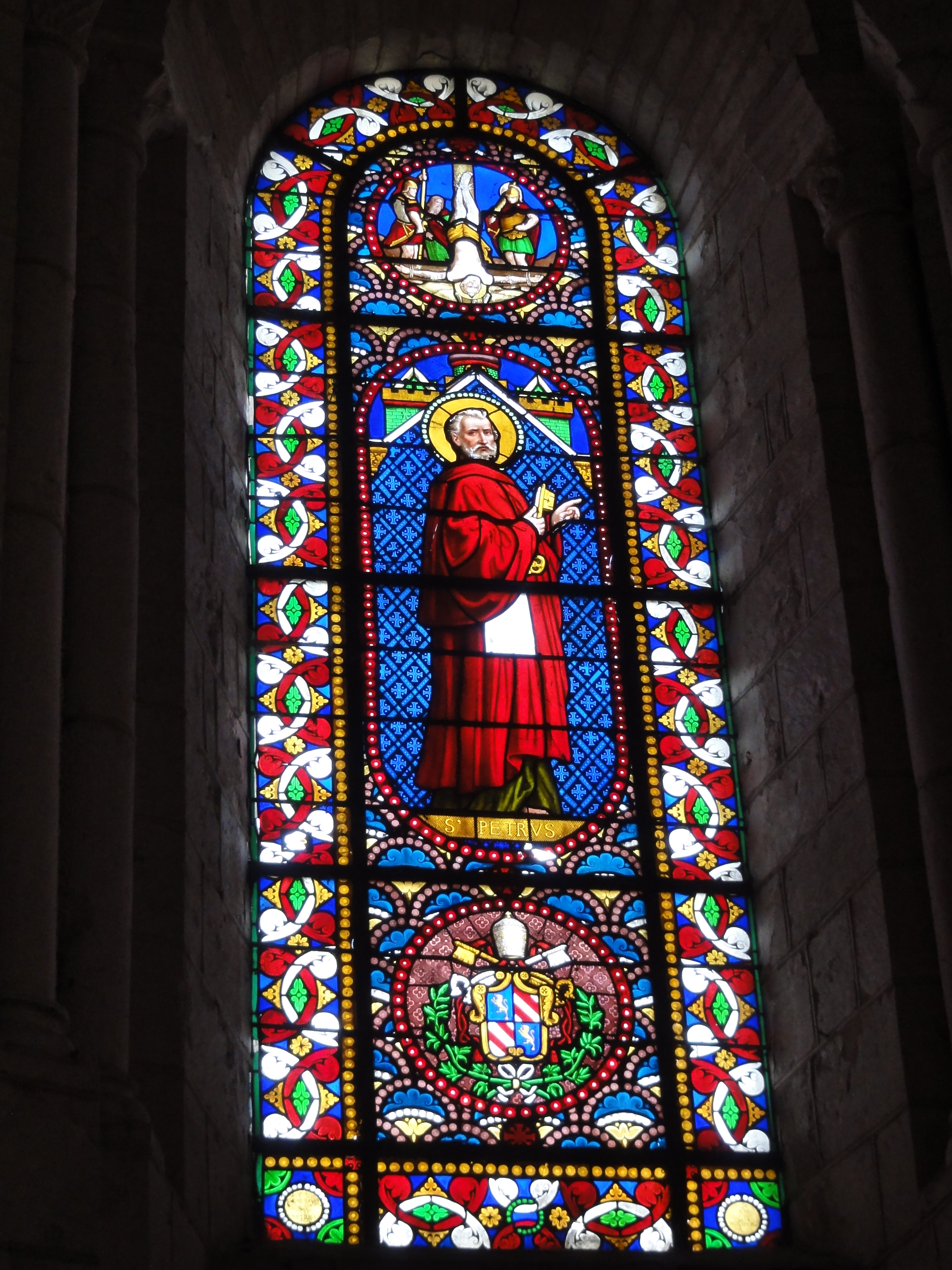
Apostel Petrus
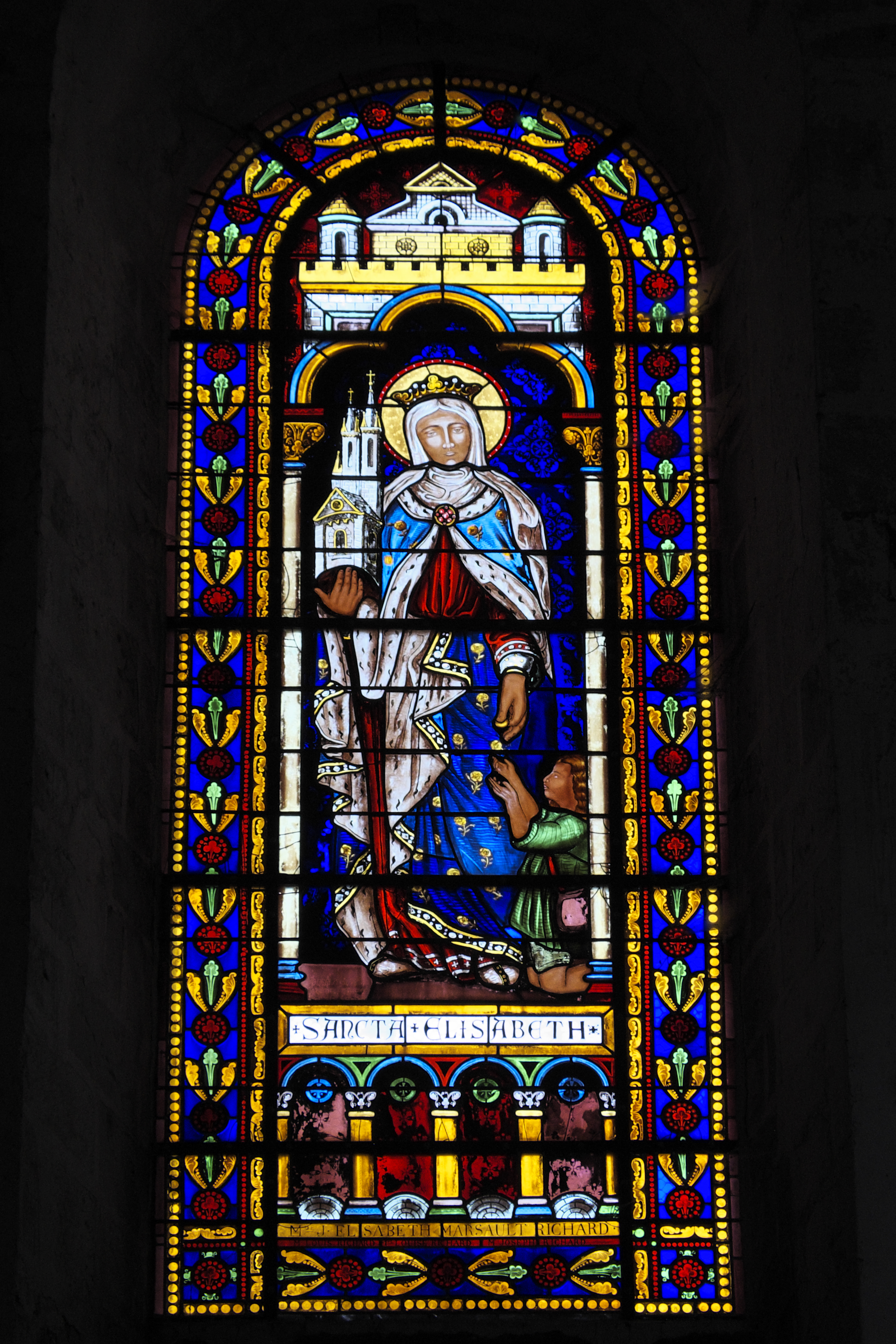
Elisabeth von Thüringen
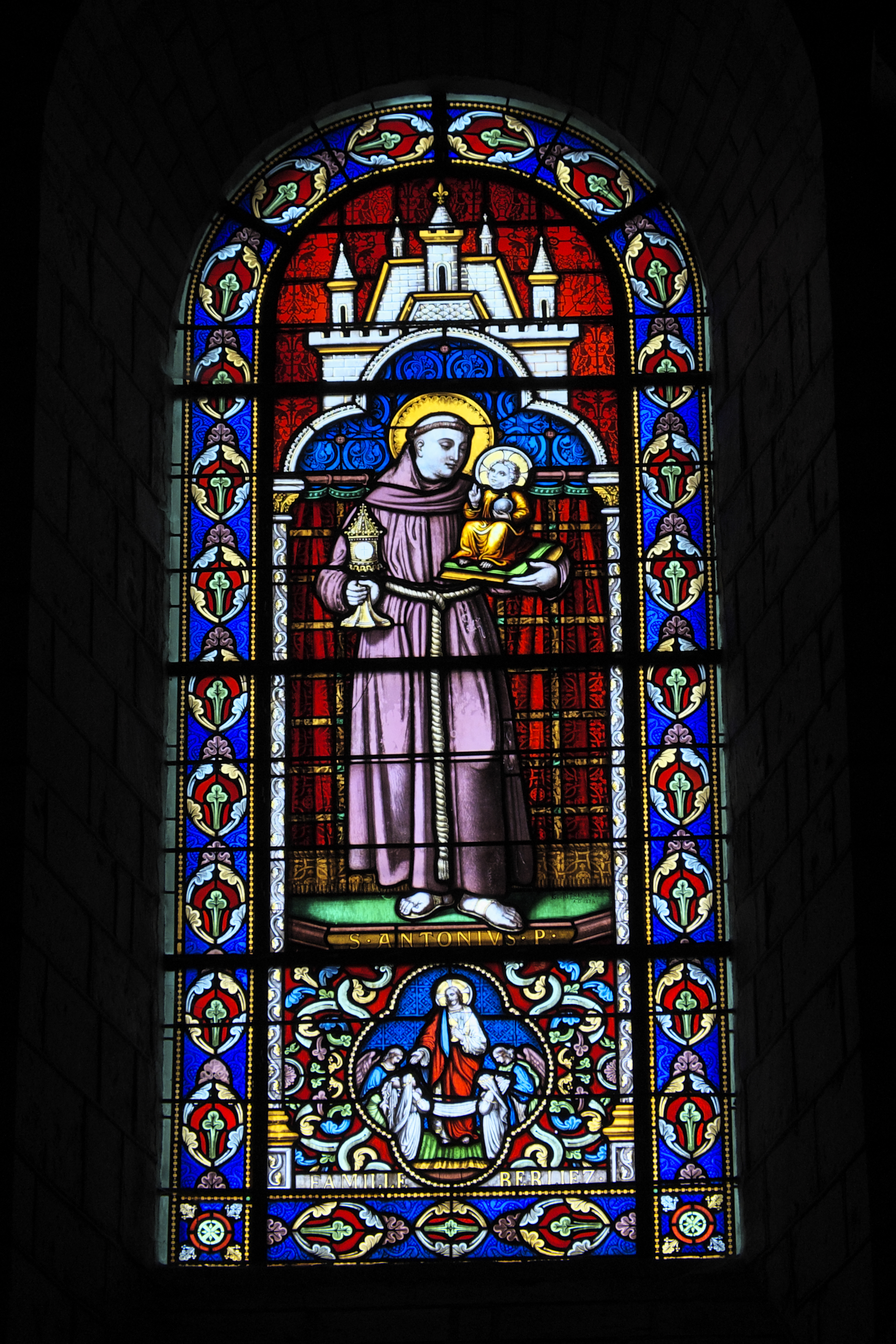
Antonius von Padua
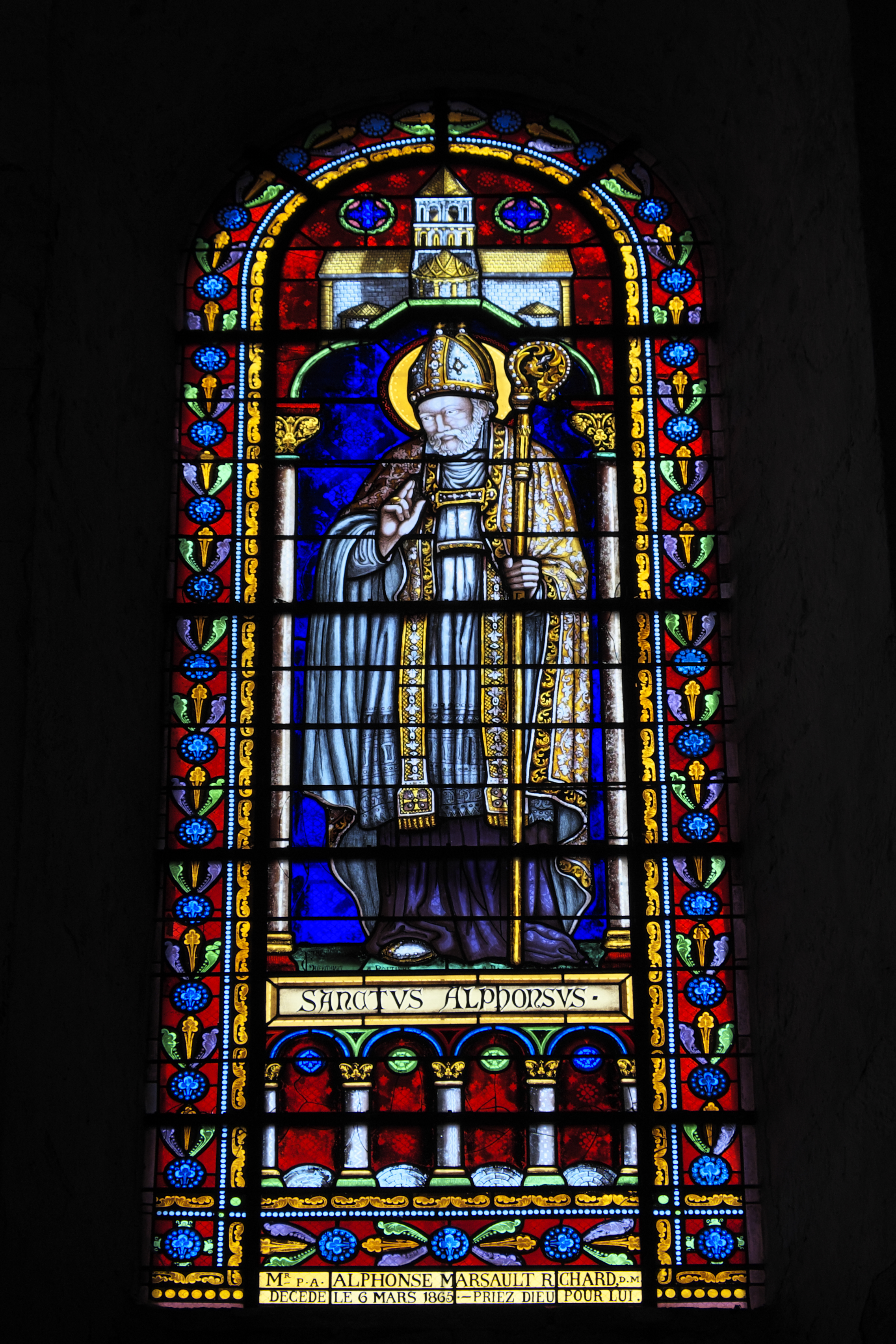
Alfons von Liguori

## Grabmäler
In den Fußboden sind zahlreiche Grabplatten aus dem 17. und 18. Jahrhundert eingelassen. Der Deckel eines Sarkophages aus dem 13. Jahrhundert ist mit Reliefs verziert. Er wurde im 18. und 19. Jahrhundert wiederverwendet. Eine Grabplatte weist eine stark beschädigte Liegefigur auf.

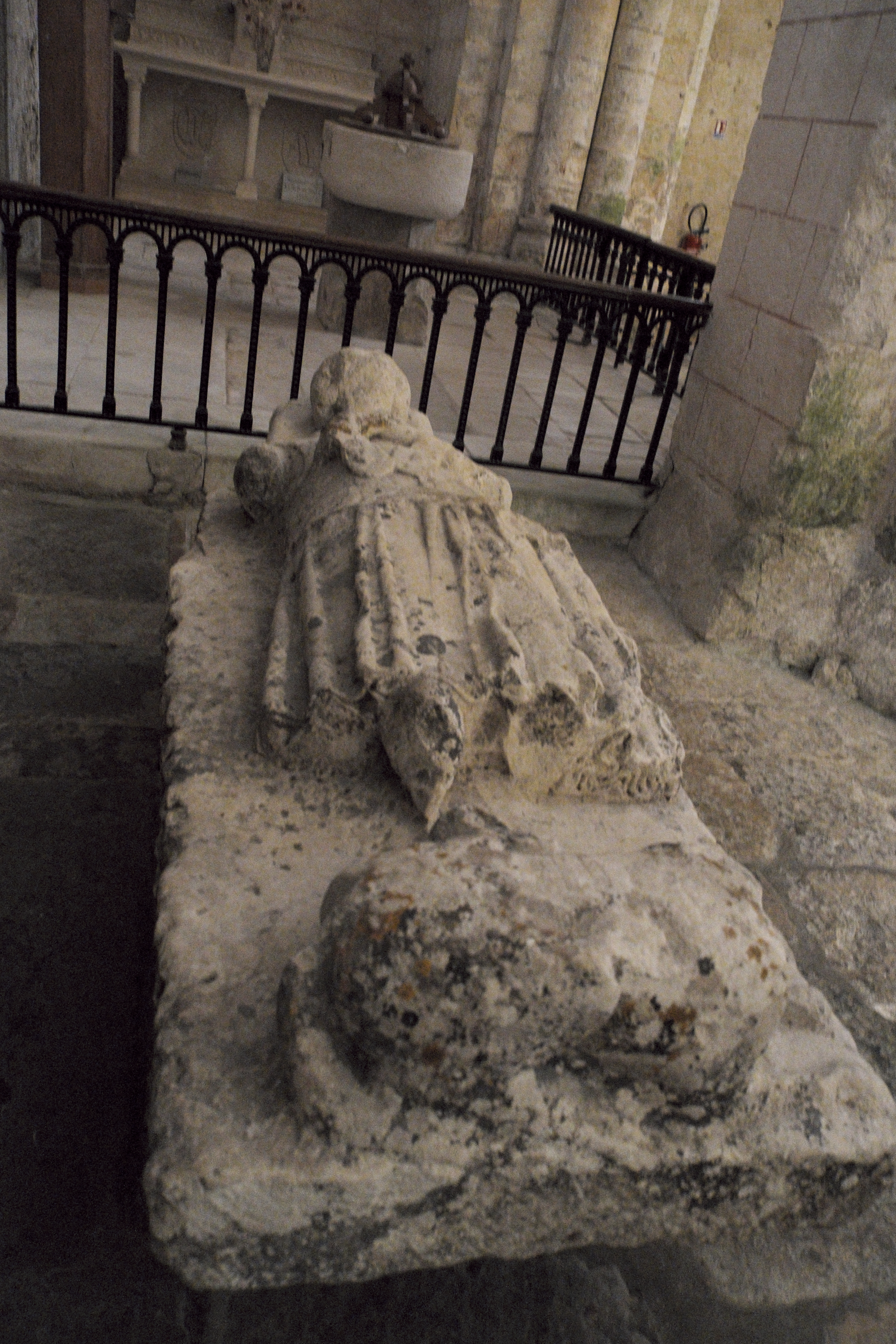
Grabplatte mit Liegefigur
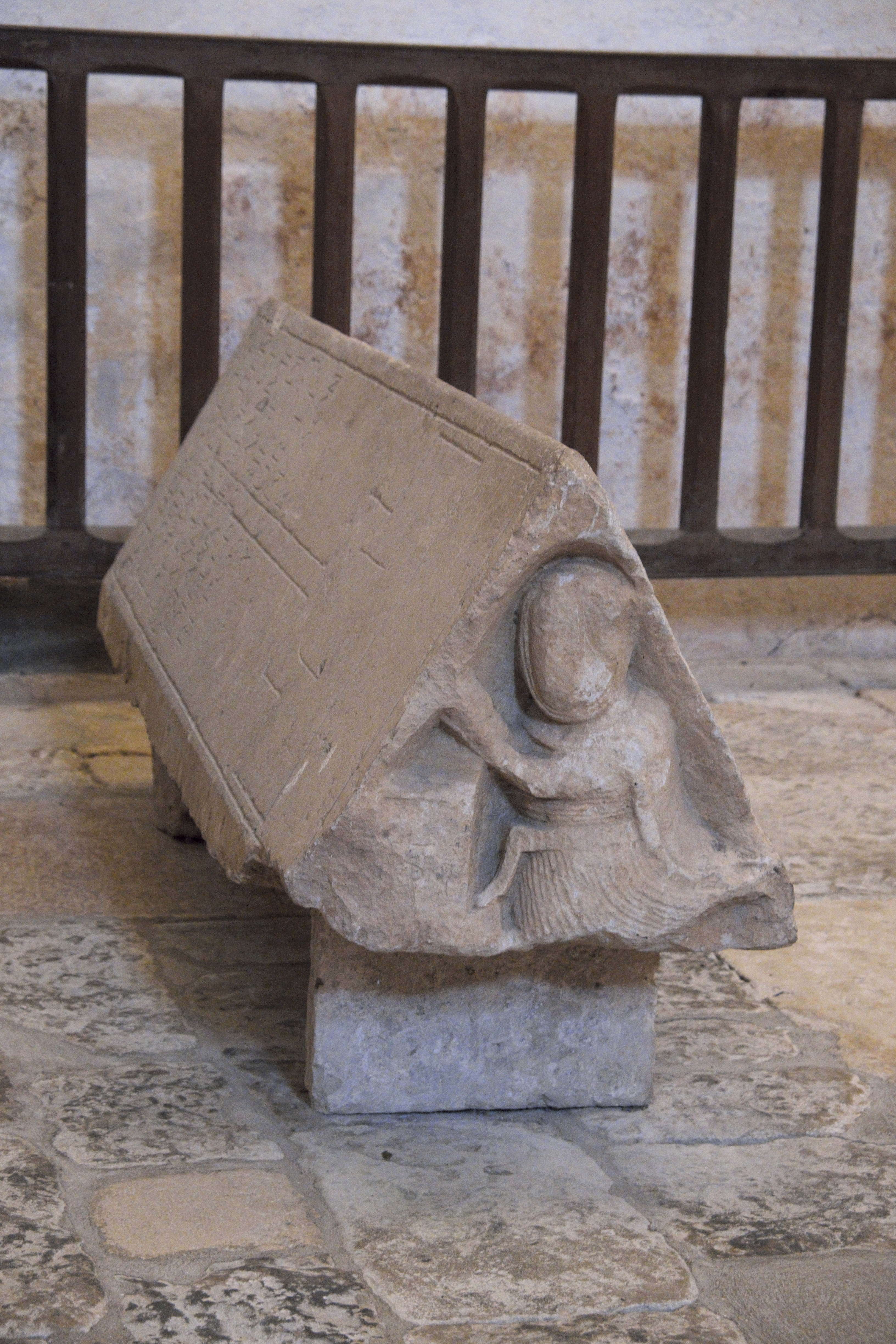
Sarkophagdeckel
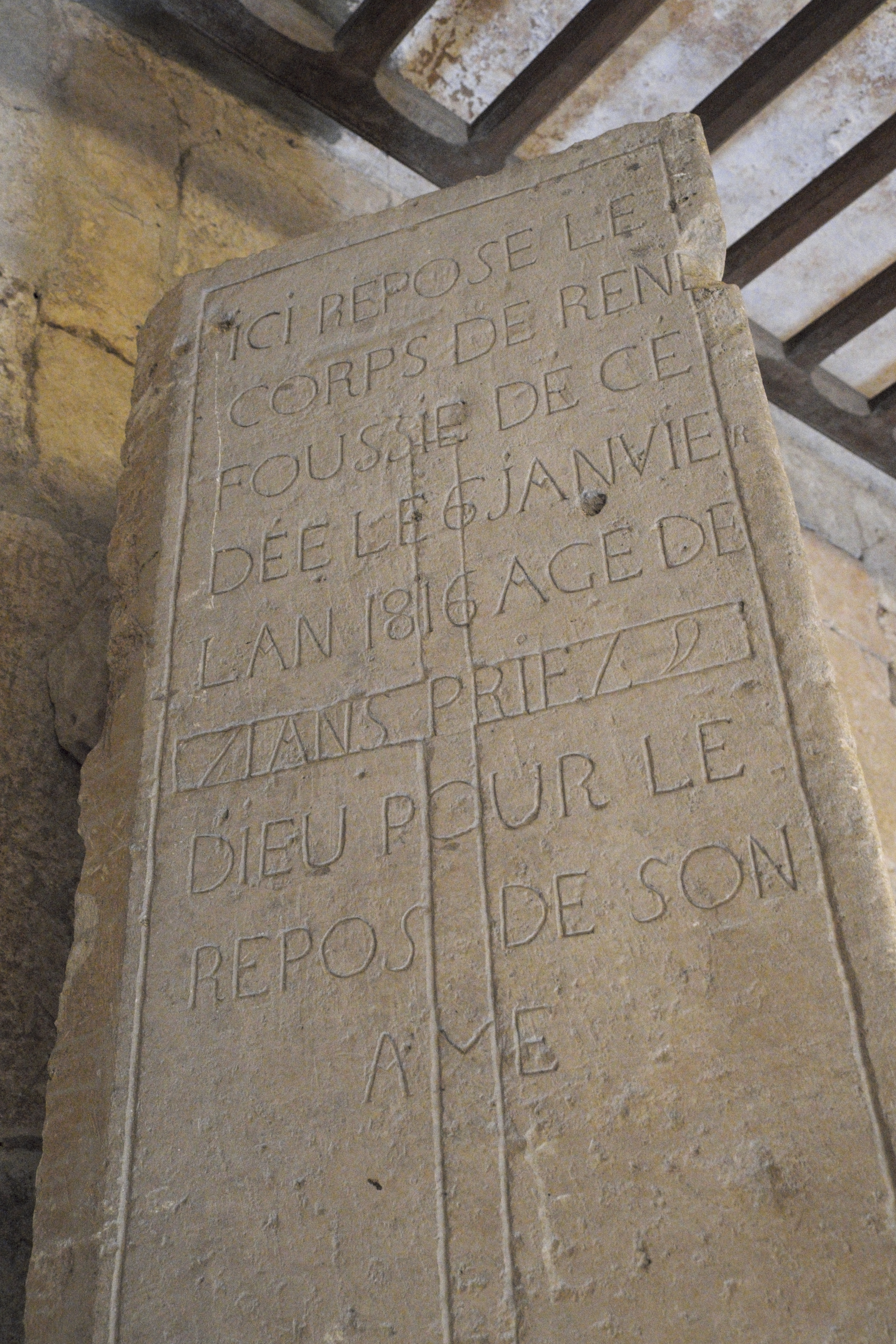
Sarkophagdeckel

## Weblinks

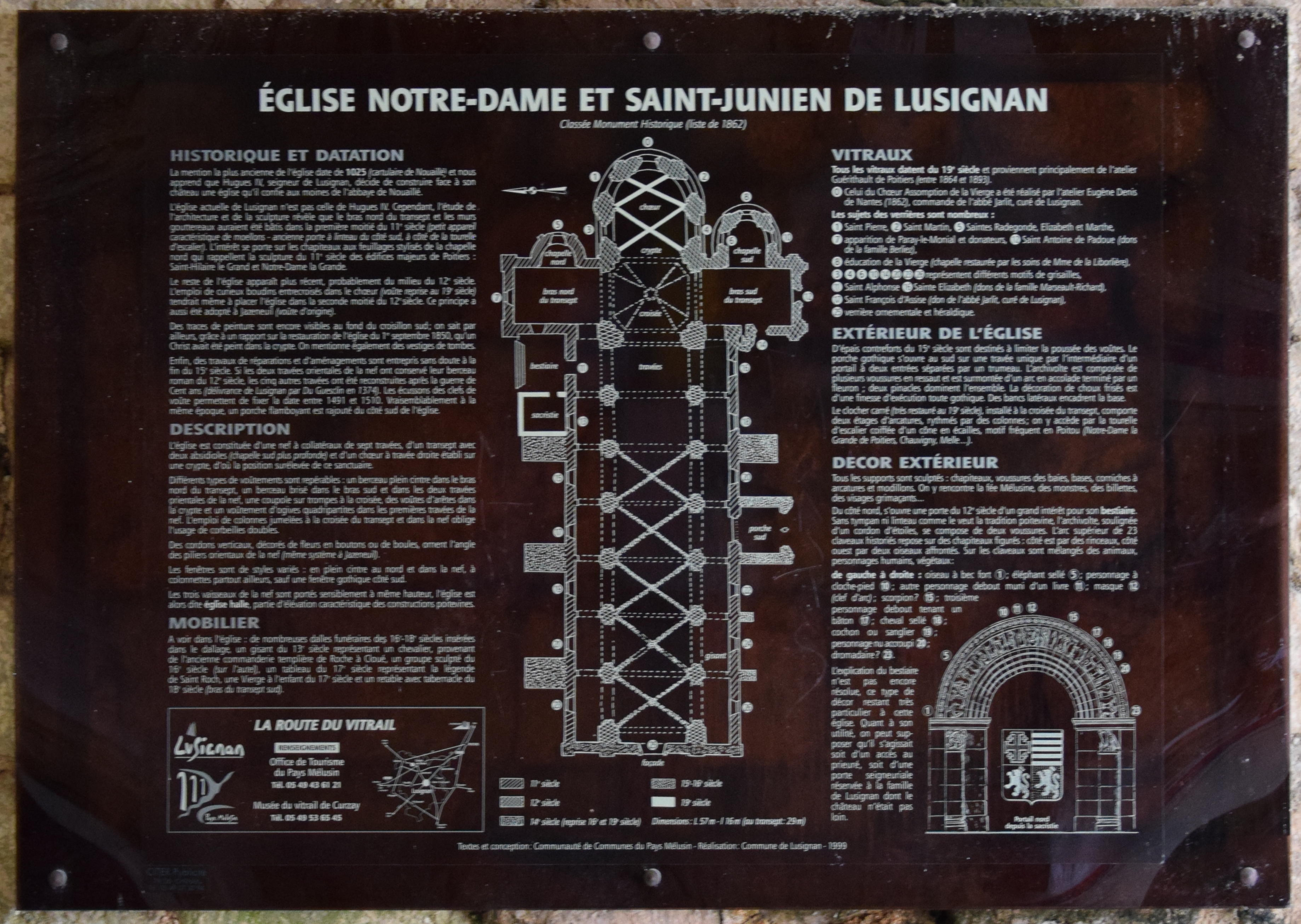
Informationstafel mit ausführlicher Erklärung